# محطة قطار القنادسة
محطة قطار القنادسة هي محطة سكة حديد جزائرية سابقة تقع في بلدية القنادسة بولاية بشار .
دشنت المحطة سنة 1921، مع مشروع تمديد خط جنوب وهران بطول 22 كم من محطة بشار إلى القنادسة، للسماح بنقل الفحم الحجري المستخرج من منجم الفحم في ضواحي القنادسة.

## وضع السكك الحديدية
تقع المحطة على ارتفاع 747,050 م ، وكانت المحطة النهائية لخط وهران إلى القنادسة ، عند نقطة الكيلومتر (PK) 770,100 من الخط حيث سبقتها محطة بشار.

## تاريخ
افتتحت المحطة في عام 1921 أثناء تمديد خط وهران إلى بشار بطول 21,700 كم إلى القنادسة للسماح بنقل الفحم الحجري المستخرج من مناجم الفحم في منطقة القنادسة التي تديرها شركة السكك الحديدية الجزائرية الحكومية (CFAE) منذ عام 1917 بالسكك الحديدية. ثم أصبحت محطة كينادسا المحطة النهائية الجديدة لهذا الخط.
في عام 1942، تم إنشاء خط فرعي للسكك الحديدية بين البحر الأبيض المتوسط والنيجر بين كولومب بشار وكينادسا. وهو خط سكة حديد قياسي يبلغ عرضه 1 435 mm ويمتد على طول مساره بالكامل إلى جانب خط السكة الحديدية الضيق الذي دخل الخدمة في عام 1921. يصل كلا الخطين إلى نفس المحطة في كينادسا ويخدمان مواقع التعدين المختلفة وساحات الحشد محليًا. أصبح من الممكن الآن نقل الفحم المستخرج من قنادسة إلى ميناء الغزوات ، عبر وجدة في المغرب .

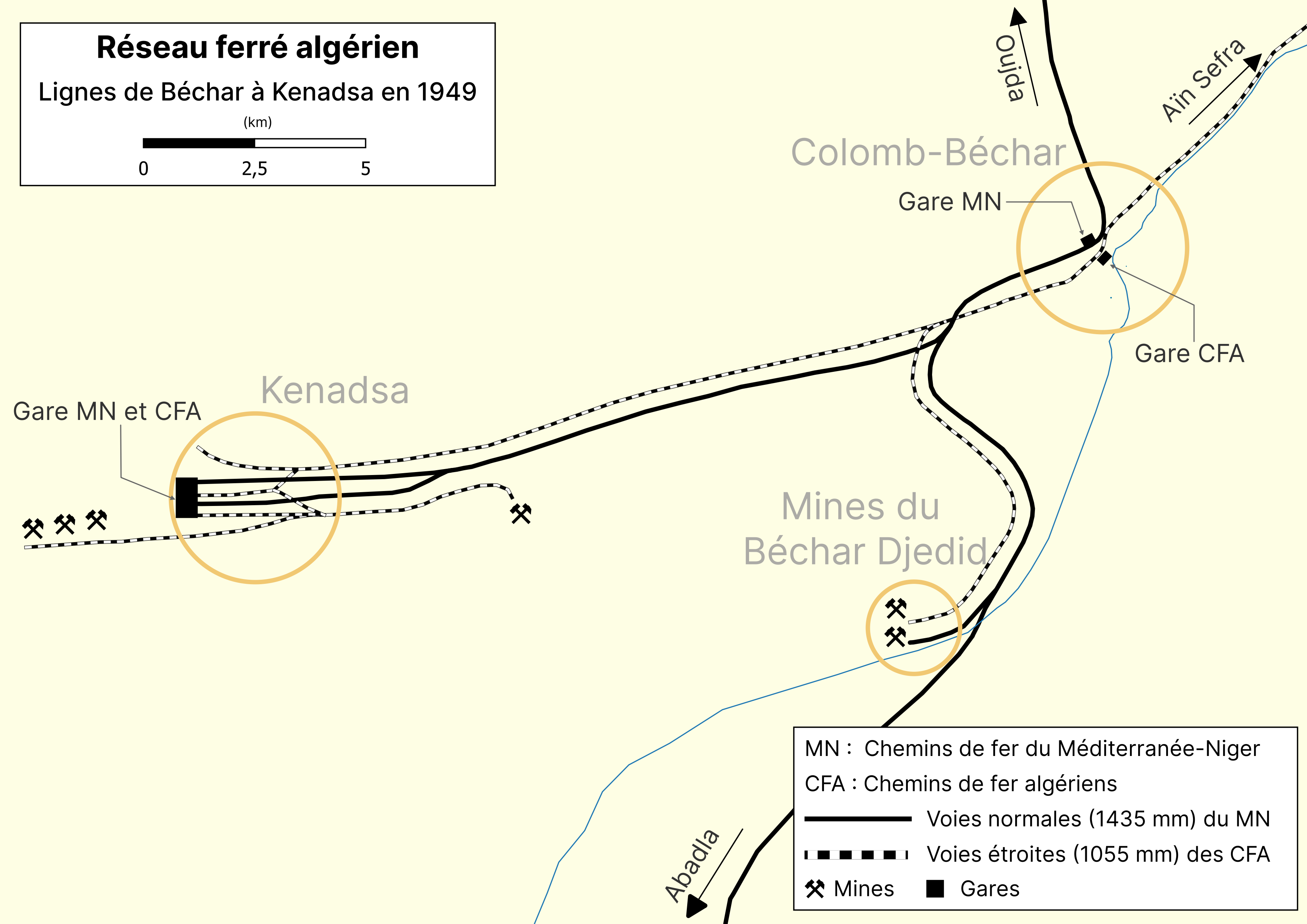
خطا سكة حديد بشار والقنادسة في عام 1949.

اغلقت المحطة في عام 1962 بعد إغلاق منجم القنادسة من قبل شركة فحم الجنوب الوهراني.

### مقالات ذات صلة
- تاريخ السكك الحديدية الجزائرية
- خط من وهران إلى قنادسة
- خط من بشار إلى عبادلة
- خط سكة حديد عبر الصحراء الكبرى
- قائمة محطات القطارات في الجزائر

### روابط خارجية
- "ش.و.ن.س.ح". الشركة الوطنية للنقل بالسكك الحديدية. مؤرشف من الأصل في 2025-05-05.